# Walter Natynczyk
Walter Natynczyk (Winnipeg, 29 ottobre 1957) è un generale canadese, ex capo di stato maggiore delle Canadian Armed Forces.

## Biografia
Nato a Winnipeg, iniziò a lavorare come giornalista e come dipendente in un fast food. I suoi genitori non erano canadesi: il padre era polacco e la madre era tedesca.